# Гайер, Йенс
Йенс Гайер (нем. Jens Adolf Geier; род. 22 июня 1961, Франкфурт-на-Майне, Гессен, ФРГ) – немецкий политик, депутат Европейского парламента с 2009 года.

## Биография
Окончил среднюю школу в Эссене. После окончания гражданской службы изучал историю, литературоведение и политологию в Рурском университете. С 1989 года работал научным сотрудником по вопросам бюджета и европейской научно-технической политики евродепутата Детлева Самланда. В 1990-е годы занимал должности в высших органах власти Социал-демократической партии Германии. В 2001–2006 годах был руководителем проектов и пресс-секретарём компании «Wirtschaftsförderung metropoleruhr GmbH». С 2006 года работал в группе компаний «Deloitte» в сфере проектов в области недвижимости.           
Вступил в профсоюз Vereinte Dienstleistungsgewerkschaft. После двух неудачных попыток в 1999 и 2004 годах был избран евродепутатом в 2009 году. В предвыборной кампании выступал против предполагаемого демпинга зарплат, который, по его мнению, имеет место после 2004 года. В 2014 и 2019 годах он снова успешно баллотировался на выборах в Европейский парламент.   
30 июня 2021 года взял шефство над Денисом Урадом, белорусским военным и политическим заключённым.

## Книги
- „Praktischer Sozialismus oder Mildtätigkeit?“ : Die Geschichte der Arbeiterwohlfahrt Essen 1919-1933 / Jens Geier. – Essen : Klartext-Verl., 1989. – 159 S. – ISBN 978-3-88474-132-0.